# Лифшиц, Мигель
Роберто Мигель Лифшиц (исп. Roberto Miguel Lifschitz; 13 сентября 1955, Росарио, Санта-Фе — 9 мая 2021, Росарио, Санта-Фе) — аргентинский инженер и политик Социалистической партии, губернатор провинции Санта-Фе (2015—2019). До избрания губернатором на всеобщих выборах 2015 года был мэром Росарио с 2003 по 2011 год.

## Биография
В 1979 году окончил Политехнический институт в Росарио и инженерный факультет Национального университета Росарио. В 1979—1989 годах работал инженером в частном секторе. Затем работал в муниципалитете Росарио, став генеральным директором Государственного жилищного обслуживания в городе при социалистической администрации Эктора Кавальеро.
Затем занимал различные должности в муниципалитете с июня по декабрь 2003 года под управлением Эрмеса Биннера. С 10 декабря 2003 по 10 декабря 2011 года — мэр Росарио.
Впервые баллотировался на пост мэра города Росарио на провинциальных выборах 7 сентября 2003 года и был избран на период 2003—2007 годов. В марте 2007 года опрос показал, что на следующих выборах Лифшиц победит с огромным отрывом от любого из других основных кандидатов (52,9 % от общего числа голосов).
Он победил на праймериз Прогрессивного, гражданского и социального фронта на 1 июля 2007 года Карлоса Коми, получив около 90 % голосов. На выборах 2 сентября 2007 года был переизбран на период 2007—2011, со счётом 57—31 % разгромив своего ближайшего конкурента (и экс-начальника), бывшего социалистического мэра Эктора Кавальеро (который баллотировался от возглавляемого перонистами Фронта за победу).
С 10 декабря 2011 по 10 декабря 2015 года — сенатор Сената провинции Санта-Фе от департамента Росарио. На выборах 14 июня 2015 года был избран губернатором провинции Санта-Фе, занимал эту должность до 2019 года.
Мигель Лифшиц скончался 9 мая 2021 года в возрасте 65 лет из-за осложнений от коронавируса. Лидер социалистов был помещён в реанимацию с аппаратом искусственной вентиляции лёгких в частный санаторий в городе Росарио, куда он был госпитализирован 19 апреля 2021 года.